# Ivanka Matić
Ivanka Matić (serb. Ивaнкa Мaтић; ur. 29 maja 1979 we Vlasenicy) – serbska koszykarka występująca na pozycjach silnej skrzydłowej lub środkowej, reprezentantka kraju.

## Osiągnięcia
Na podstawie, o ile nie zaznaczono inaczej.

### Drużynowe
- Mistrzyni:
  - Euroligi (2007)
  - Rosji (2007)[3]
  - Serbii i Czarnogóry (2004)
  - Czech (2009)[4]
- Wicemistrzyni:
  - FIBA EuroCup (2006)
  - Hiszpanii (2008)[5]
  - Francji (2011)[6]
  - Rumunii (2013)
  - Turcji (2012)
  - Serbii (2018)[7]
- Zdobywczyni:
  - pucharu:
    - Serbii i Czarnogóry (2004)
    - Serbii (2018)[7]
    - Rumunii (2013)
    - Turcji (2012)

  - Superpucharu Turcji (2011)
- Finalistka:
  - Pucharu Czech (2009)
  - Superpucharu Hiszpanii (2007)
- 4. miejsce w Lidze Adriatyckiej (2018, 2019)

### Indywidualne
(* – nagrody przyznane przez portal eurobasket.com)
- Najlepsza środkowa ligi serbskiej (2018)*[7]
- Zaliczona do*:
  - I składu ligi serbskiej (2018)[7]
  - II składu ligi serbskiej (2014, 2019)[8][9]

### Reprezentacja
- Uczestniczka:
  - mistrzostw:
    - świata (2002 – 12. miejsce)
    - Europy (2005 – 9. miejsce, 2013 – 4. miejsce)

  - kwalifikacji do Eurobasketu (2001, 2003, 2005, 2011, 2013)